# Tokyo Revengers - Una lettera da Baji
Tokyo Revengers - Una lettera da Baji (東京卍リベンジャーズ ～場地圭介からの手紙～?, Tokyo Ribenjazu - Baji Keisuke kara no tegami) è un manga scritto e disegnato da Yukinori Kawaguchi ed è lo spin-off di Tokyo Revengers di Ken Wakui. Il manga è serializzato da Kōdansha su Magazine Pocket dal 27 luglio 2022. La versione italiana viene pubblicata da Edizioni BD sotto l'etichetta J-Pop dal 30 agosto 2023.

## Trama
Chifuyu Matsuno non riesce ad accettare la morte del suo amico fraterno Keisuke Baji, ma è proprio in quel periodo che riceve una lettera postuma dal suo defunto amico che gli riporterà alla mente il loro primo incontro e le avventure vissute insieme.

## Pubblicazione
| Nº | Data di prima pubblicazione | Data di prima pubblicazione                                                 | Data di prima pubblicazione | Data di prima pubblicazione |
| Nº | Giapponese                  | Giapponese                                                                  | Italiano                    | Italiano                    |
| -- | --------------------------- | --------------------------------------------------------------------------- | --------------------------- | --------------------------- |
| 1  | 17 novembre 2022            | ISBN 978-4-06-529378-2                                                      | 30 agosto 2023              | ISBN 978-88-349-2287-3      |
| 2  | 17 gennaio 2023             | ISBN 978-4-06-530349-8                                                      | 18 ottobre 2023             | ISBN 978-88-349-1286-7      |
| 3  | 17 maggio 2023              | ISBN 978-4-06-531256-8                                                      | 27 dicembre 2023            | ISBN 978-88-349-1364-2      |
| 4  | 17 ottobre 2023             | ISBN 978-4-06-532870-5 (ed. regolare) ISBN 978-4-06-532871-2 (ed. limitata) | 21 febbraio 2024            | ISBN 978-88-349-2431-0      |
| 5  | 17 giugno 2024              | ISBN 978-4-06-534571-9                                                      | 13 novembre 2024            | ISBN 978-88-349-3150-9      |
| 6  | 16 maggio 2025              | ISBN 978-4-06-538413-8                                                      | maggio 2025                 | ISBN 978-88-349-3374-9      |